# La città vecchia/Delitto di paese
La città vecchia/Delitto di paese è l'ottavo singolo di Fabrizio De André, pubblicato in Italia dalla Karim nel 1965.

## Tracce
1. La città vecchia (testo di Fabrizio De André; musica di Elvio Monti[1])
2. Delitto di paese (testo in italiano di Fabrizio De André; testo originale e musica di Georges Brassens)

## Produzione
Entrambe le canzoni sono arrangiate da Elvio Monti, e sono state registrate negli studi Dirmaphon di Viale Pola a Roma (dove incidevano gli artisti della RCA Italiana).

## Copertina
La copertina raffigura un disegno di un malandato vicolo cittadino.

## Brani

### La città vecchia
A ritmo di mazurca, De André racconta frammenti di vita di quello strano popolo dimenticato che vive presso le aree più malfamate della zona del porto di Genova, «nei quartieri dove il Sole del buon Dio non dà i suoi raggi». Si tratta di personaggi molto cari al cantautore ligure durante tutta la sua carriera artistica: vecchi alcolizzati che sfogano i loro dispiaceri nel vino, prostitute e loro clienti (che di giorno le insultano e di notte le frequentano spendendo tutti i loro risparmi), ladri, assassini e «il tipo strano, quello che ha venduto per tremila lire sua madre a un nano».
Per il titolo e il contenuto del brano, De André si ispirò a La città vecchia, celebre poesia di Umberto Saba ambientata nei malfamati vicoli della zona portuale di Trieste. 
La canzone all'epoca fu anche parzialmente censurata. 

### Delitto di paese
Delitto di paese è la prima traduzione in ordine cronologico (altre ne seguiranno negli anni) che De André eseguì direttamente su un brano del suo "maestro" Georges Brassens; in questo caso si tratta de L'assassinat, uscita nel 1962.
La vicenda è quella di un pover'uomo ormai vecchio che si innamora di una giovane prostituta; dopo qualche effusione, lui le confessa di non avere nemmeno un centesimo per pagarla, allora lei chiama il suo protettore e insieme uccidono l'uomo. Quando però i due convengono che il vecchio era realmente al verde (nel testo italiano gli trovano addosso «solo un mucchio di cambiali e di atti giudiziari»), si pentono e piangono, domandando perdono al defunto. Una volta giustiziati, gli assassini vengono accolti comunque in paradiso, in quanto hanno riconosciuto la propria colpa e se ne sono pentiti.
Da notare che nella prima strofa De André nomina I fiori del male, libro del poeta maledetto Charles Baudelaire, citazione questa non presente nel testo originale, dove tuttavia è detto che il crimine non fiorisce solamente a Parigi.